# エフゲニー・フルノフ
エフゲニー・フルノフ（Yevgeni Vassilyevich Khrunov、ロシア語: Евгений Васильевич Хрунов、1933年9月1日-2000年5月19日）は、トゥーラ州プルディ出身のソビエト連邦の宇宙飛行士で、ソユーズ5号、ソユーズ4号のミッションに参加した。
フルノフは元ソ連空軍大尉で、1969年1月22日にソ連邦英雄を受章した。レーニン勲章や赤旗勲章も受章している。
1980年に宇宙飛行士を引退すると、1989年までChief State Committeeに所属した。
2000年に心臓発作で死去した。